# Demeter Károly (fizikus)
Demeter Károly (Nagyenyed, 1933. január 18. – Budapest, 1985. június 7.) fizikus, az Egyesült Izzólámpa és Villamosság Rt. vezérigazgatója.

## Élete (röviden)
Fizikus diplomáját 1956-ban a Budapesti Egyetemen szerezte. 1957-től az Egyesült Izzólámpa és Villamosság Rt. (későbbi nevén: Tungsram Rt.) munkatársa, 1961-től fényforráskonstruktőr, 1963-tól a fényforrás-fejlesztési osztály vezetője, 1975-től a fejlesztés műszaki igazgatóhelyettese, 1977-től általános vezérigazgató-helyettes, 1983-tól haláláig a vállalat vezérigazgatója. Az Állami díj II. fokozatát a magyarországi fényforrásgyártás műszaki színvonalának emeléséért kapta. Több társával együtt (Oldal Endre, Várkonyi László, Ugrósdy László és Szabó György) jelentős szerepet töltött be a halogén izzólámpa (halogén autólámpa) hazai kifejlesztésében és gyártásában. Vezérigazgatóként 1984-ben létrehozta a Tungsram Gyártörténeti Bizottságot.

## Munkássága
Fizikusi diplomával kezdett el dolgozni az Egyesült Izzólámpa és Villamosság Rt. fejlesztési szervezetében. Az egyetemen megszerzett tudását a fényforrások fizikájának megismerése irányába terjesztette ki, és igen rövid idő alatt e terület kiváló szakemberévé vált. Tevékenységét mindvégig az elmélyült szakismeret megszerzése és a magas szintű szakmai munka iránti igény jellemezte. Nem csak egy volt a jól képzett fizikusok közül, akik életüket egy szakma magas szintű művelésének szánták. Hihetetlen érzéke volt ahhoz, hogy az egymástól legtávolabb álló területeken a szakma legjobb művelőit is megszégyenítő ismeretekre tegyen szert külön tanulmányok elvégzése nélkül, „ellesve“ és továbbfejlesztve az ismereteket a közösen végzett munka során. Így vált a kémiai és gépészeti ismeretek birtokosává és alkalmazójává is.
Szervező- és vezetőkészsége is kiváló volt, igen hamar kapott műszaki vezetői feladatokat. Kiváló csapatépítő volt, ragyogóan megszervezte a fejlesztőmunkát. Vallotta, hogy az elméleti kutatási és fejlesztési munka igen fontos ugyan, de csak akkor van igazán értelme, ha az minél előbb hasznosul a termékek értékesítése formájában is. Nem elég csupán kifejleszteni egy lámpatípust, hanem létre kell hozni annak a gyártástechnológiáját, gyártóberendezéseit, és az új terméket ki kell juttatni a piacra. A fejlesztés fő irányát hamar átállította a technológia és gyártóberendezések tekintetében kiforrottnak tekinthető izzólámpák területéről a speciális izzólámpák, az új felismeréseken alapuló halogéntöltésű lámpák, fémhalogénlámpák és nagynyomású nátriumlámpák irányába.
Közgazdasági, piaci ismeretei messze meghaladták az átlagos magyarországi szintet. „Nyugati“ típusú és színvonalú gondolkodásmóddal szervezte saját és környezete munkáját, kellőképpen kihasználva azt a tényt is, hogy a Tungsramnak mindvégig megmaradtak a nyugati piacai és értékesítési szervezetei. Törekedett arra, hogy amit meg lehetett venni másoktól, azt vegyük meg, de amit nem, annak előállítására találjuk meg a vállalaton belüli legjobb megoldást. Így kerülhetett sor Japánból a PAR 38 lámpagyártó sor és a volfrámfémgyártás megvételére. Ugyanakkor a saját fejlesztések területére kialakított egy modellt, amely lehetővé tette, hogy viszonylag kis ráfordítással, gyorsan piacra vihető termékek kerüljenek ki a fejlesztők asztaláról. Kiépített egy célgép-fejlesztő részleget, ahol a gépfejlesztők a lámpafejlesztőkkel közösen dolgoztak. Olyan kis sebességű technológiai mintagépek készültek, amelyeken modellezni lehetett a gyártástechnológiát, és amelyek egyben alkalmasak voltak a fényforrás-prototípusok legyártására is. Ezeken a lámpamintákon el lehetett végezni a típus- és minőségvizsgálatokat. A vizsgálatok tapasztalatai alapján szükségessé vált módosításokat nagyon gyorsan át lehetett vezetni a lámpa-terveken, a gyártástechnológián és a kísérleti gyártógépeken. Az így elkészült mintákat azután már be lehetett mutatni a vevőknek. Az esetenként több példányban előállított modellgépekből pedig össze lehetett rakni az úgynevezett kísérleti gyártások gyártóvonalait, amelyek már alkalmasak voltak piaci igények kielégítésére is. Így vált lehetővé, hogy abban a beruházásforrás-hiányos korban is nagyon gyorsan végre lehetett hajtani a teljes innovációs folyamatot – a típusfejlesztéstől a piaci bevezetésig – a különböző halogénlámpák, autólámpák, fémhalogénlámpák és nagynyomású nátriumlámpák esetében.
Tevékenységének szerves részét képezte a külkapcsolatok kezelése is. Kiváló német és angol nyelvtudása, diplomáciai érzéke tette alkalmassá arra, hogy a konkurens nyugati lámpagyárakkal, gépgyárakkal egyenrangú partnerként tudott tárgyalni. Ennek köszönhetően tudott a vállalat több speciális gyártógépet, szabadalom-használati jogot megszerezni. A konkurenciával való kapcsolat segített a műszaki és piaci trendek követésében is. Még nagyobb jelentőségű volt a külpiaci kapcsolatok kezelésében betöltött szerepe. Egy bizalmi terméknek minősülő speciális fényforrás megvásárlásához ugyanis a vevőt műszaki, gazdasági érvekkel meg kellett győzni, folyamatosan kezelve a vevőreklamációkat, a vásárlás során felmerülő műszaki kérdéseket, kifogásokat. Megfelelő tájékoztatással, képzéssel segíteni kellett a nyugati országokban tevékenykedő saját eladóinkat. Ezt a feladatot személyesen is végezte, de kialakította és működtette a feladatok ellátásához szükséges rendszert is.
Diplomáciai képességeire itthon is nagy szükség volt a pénzforrások megteremtéséhez. Mivel a különböző beruházásokhoz a vállalatnak nem voltak meg a saját forrásai, azokat állami támogatások formájában kellett megszerezni. A nyugatról történt vásárlásokhoz pedig a „tőkésexport-ösztönzési“ rendszer keretében lehetett devizához jutni. Tevékenysége elismeréséül – a H4-es halogén autólámpák kifejlesztéséért és piacra viteléért – három kollégájával (dr. Molnár József műszaki igazgatóval, Oldal Endrével, a Vákuumfizikai Laboratórium vezetőjével és Ortó Józseffel, a Gépfejlesztés vezetőjével) együtt Állami Díjat kapott. Ehhez a legfejlettebb fizikai, kémiai és gépészeti ismeretekre volt szükség, hiszen nem csupán a terméket kellett kifejleszteni, hanem a kísérleti modellgépet is, és meg kellett teremteni a kísérleti gyártás feltételeit. Ki kellett fejleszteni egy sorozatgyártó gépsort is a Tungsram Vákuumtechnikai Gépgyárának bevonásával, az ehhez kapcsolódó gyártóüzem létrehozásával együtt. A legnagyobb fegyvertények egyike azonban a vevők megszerzése volt. Ezeket az akkor legkorszerűbb autólámpákat ugyanis nem lehetett a meglévő autók fényszóróiba behelyezni. Így autógyárakat kellett megnyerni a lámpák vásárlására. Abban az időben pedig az autógyárak már megkezdték a legfejlettebb minőségi rendszerek bevezetését. A Philips és Osram is csak akkor kezdte meg a H4-es lámpák bevezetését. A speciális „Demeteri módszerek“ alkalmazása nélkül elképzelhetetlen lett volna, hogy a tőkeszegény Tungsram a nyugati világban működő és hatalmas pénzügyi háttérrel rendelkező konkurenciával szinte azonos időben tudott volna piacra jutni.
Életútján a magyar csúcsteljesítménynek számító H4-es autólámpa és az elismerésül kapott Állami Díj azonban csupán egy „állomás“ volt, amely fontos volt ugyan, de tevékenysége ennél lényegesen szélesebb körű és nagyobb jelentőségű volt a Tungsram számára. Olyan ember volt, aki fejlesztő műszaki szakemberből vált a vállalat vezérigazgatójává úgy, hogy több közbülső vezetői pozícióban is évtizedekre nyomot hagyott maga után megvalósult termékekben, technológiákban, az általa bevezetett módszerekben és az általa kinevelt utódok tudatában. Tragikus betegsége és korai halála nem csupán egy ereje teljében lévő kiváló vezető pályáját törte ketté, maga a Tungsram is méltán hiányolta későbbi sorsfordító éveiben.

## Díjai
- Bródy Imre-díj (1970)
- Állami díj II. fokozat (1973) - Megosztva Molnár Józseffel, Oldal Endrével, valamint Ortó Józseffel.

## Munkái
- A ma izzólámpája (Villamosság, 1980. 2. sz.)